# Hickory Creek
Hickory Creek é uma cidade  localizada no estado norte-americano do Texas, no Condado de Denton.

## Demografia
Segundo o censo norte-americano de 2000, a sua população era de 2078 habitantes.
Em 2006, foi estimada uma população de 3328, um aumento de 1250 (60.2%).

## Geografia
De acordo com o United States Census Bureau tem uma área de
11,9 km², dos quais 11,7 km² cobertos por terra e 0,2 km² cobertos por água.

## Localidades na vizinhança
O diagrama seguinte representa as localidades num raio de 8 km ao redor de Hickory Creek.